# Cardiovascular Research

Cardiovascular Research est une revue médicale publiée mensuellement par Oxford University Press pour le compte de la Société européenne de cardiologie. La revue publie des articles originaux et de synthèse dans tous les domaines des maladies cardiovasculaires fondamentales, translationnelles et cliniques.
Selon le Journal Citation Reports, le facteur d'impact était de 10,787 en 2020, classant la revue au 12e rang sur 138 revues dans la catégorie « Cardiac & Cardiovascular systems ».

## Historique
Le journal a été créé en 1967 par la British Medical Association au nom de la British Cardiovascular Society, avec John P. Shillingford comme rédacteur en chef fondateur. En 1995, la propriété de la revue est transférée à la Société européenne de cardiologie et Elsevier en est devenu l'éditeur.

## Rédacteurs en chef
- John P. Shillingford 1967-1974[2]
- RJ Linden 1975-1982[2]
- Peter Sleight 1983-1991[2]
- David J. Corbillard 1992-1995[2]
- Michiel J. Janse 1995- 2003[2]
- Hans Michael Piper 2003-2013[3]
- Karine Sipido 2013-2018[4]
- Tomasz J.Guzik 2018-[5]